# فرناندو بيريز (مخرج)
فرناندو بيريز هو كاتب سيناريو ومخرج كوبي، ولد في 19 نوفمبر 1944 في هافانا في كوبا.

## وصلات خارجية
- فرناندو بيريز على موقع IMDb (الإنجليزية)
- فرناندو بيريز على موقع ألو سيني (الفرنسية)
- فرناندو بيريز على موقع أول موفي (الإنجليزية)
- فرناندو بيريز على موقع قاعدة بيانات الفيلم (الإنجليزية)
- فرناندو بيريز على موقع كينوبويسك (الروسية)